# Пшистань (Вармінсько-Мазурське воєводство)
Пшистань (пол. Przystań, нім. Pristanien) — село в Польщі, у гміні Венґожево Венґожевського повіту Вармінсько-Мазурського воєводства.
У 1975-1998 роках село належало до Сувальського воєводства.